# John Leguizamo
Jonathan Alberto „John“ Leguizamo (* 22. července 1964, Bogotá, Kolumbie) je americký komik, herec a zpěvák.
Pochází z Kolumbie, od tří let žije v New Yorku. Navštěvoval Actors' Studio, hrál v The Public Theater a roku 1986 dostal roli v seriálu Miami Vice. Prvním úspěchem byla role Luigiho ve filmu Super Mario Bros. (1993). Byl autorem, producentem a představitelem hlavní role v seriálu Fox Broadcasting Company o životě latinskoamerických přistěhovalců House of Buggin'. Vystupoval na Broadwayi v autobiografickém představení jednoho herce Freak, za které získal Cenu Emmy a Drama Desk Award, televizní záznam show pro HBO režíroval Spike Lee. Hrál ve filmech Romeo a Julie, Moulin Rouge!,  Oprávněné vraždy, John Wick a Menu, v animované sérii Doba ledová namluvil lenochoda Sida.
Režíroval filmy Neporažený a Šachová partie. Vydal autobiografickou knihu Pimps, Hos, Playa Hatas and All the Rest of My Hollywood Friends: My Life. Na stanici MSNBC uvádí pořad Leguizamo Does America. V roce 2018 mu byla udělena Cena Tony za celoživotní přínos divadelnímu umění.
Angažuje se v hnutí Voto Latino, usilujícím o to, aby se Američané hispánského a latinskoamerického původu více zapojovali do politického dění v USA.